# Protaphorura cancellata
Protaphorura cancellata är en urinsektsart som först beskrevs av Hermann Gisin 1956.  Protaphorura cancellata ingår i släktet Protaphorura, och familjen blekhoppstjärtar. Arten är reproducerande i Sverige.